# Kap Arkona (Schiff)
Das Frachtschiff Kap Arkona (abgeliefert als B.O. Börjesson) war ein Handelsschiff der DDR-Staatsreederei VEB Deutsche Seereederei Rostock (DSR). Es wurde im Ausland angekauft und mit konvertierbaren Devisen aus der durch das Radebeuler Unternehmen VEB Steckenpferd initiierten Steckenpferd-Bewegung bezahlt.

## Geschichte
Das Frachtschiff Kap Arkona wurde kurz nach dem Zweiten Weltkrieg als einer der ersten schwedischen Nachkriegsbauten fertiggestellt. Der Stapellauf fand am 27. Mai 1946 auf der Werft Kockums M/V in Malmö statt. Mit dem Namen B.O. Börjesson wurde es im Dezember 1946 an die Gorthon Lines mit Sitz in Helsingborg übergeben. Es war das zweite Schiff einer Serie von vier Schiffen mit nahezu identischen Abmessungen und technischen Daten.
Im Zuge der angelaufenen Steckenpferd-Bewegung in der DDR wurde das Schiff im Oktober 1958 für 210.000 Pfund angekauft und am 12. November desselben Jahres unter dem Namen Kap Arkona in den Flottenbestand der Deutschen Seereederei Rostock eingereiht. Erwähnenswert ist das typische Aussehen der Skandinavienbauten der damaligen Zeit mit den teakholzverkleideten Brückenfronten. Das Schiff wurde überwiegend im Levanteverkehr eingesetzt.

### Der Untergang
Die Kap Arkona war auf dem Weg von Rostock über Antwerpen nach Latakia in Syrien. Am 19. Januar 1964 geriet das Schiff beim Auslaufen aus dem Hafen von Antwerpen in Nebel, der zunehmend dichter wurde. Östlich des Feuerschiffes West-Hinder III (51° 23′ 0″ N, 2° 26′ 20″ O) ereignete sich um 8:49 Uhr die Kollision mit dem norwegischen Motortankschiff Ida Knudsen (20592 BRT / Baujahr 1958). Der Bug des wesentlich größeren Tankschiffs hatte sich in die Steuerbordseite der Kap Arkona gebohrt, die sofort Schlagseite aufnahm. Der Funker meldete SOS und die 30-köpfige Besatzung ging in die Rettungsboote auf der Backbordseite. Nach ca. 20 min rettete ein belgisches Lotsenboot die Besatzung, niemand wurde vermisst oder war verletzt. Die Kap Arkona samt Ladung versank um 9:34 Uhr. Auf der Ida Knudsen war unterdessen ein Feuer ausgebrochen, was aber gelöscht werden konnte. Sie fuhr aus eigener Kraft weiter in den Hafen von Antwerpen. Erst im Herbst 1966 wurde das Wrack beseitigt.

## Weitere Schiffe derSteckenpferd-Bewegung
- Frachtschiff Stubbenkammer (Übergabedatum an die DSR: 17. Dezember 1958)
- Frachtschiff Steckenpferd (5. Januar 1959)
- Frachtschiff Stoltera (26. Februar 1959)
- Tankschiff Rositz (28. März 1960)
- Tankschiff Schwarzheide (30. April 1960)
- Tankschiff Lützkendorf (17. Juni 1960)